# Manuel Fernández-Miranda
Manuel Fernández-Miranda Fernández (Gijón, 8 de octubre de 1946 – Madrid, 16 de julio de 1994) arqueólogo y prehistoriador español experto en la Protohistoria de la península ibérica.

## Biografía
Nació en Gijón en 1946 en el seno de una conocida familia.
Doctorado en Historia por la Universidad Complutense de Madrid, fue catedrático en el Departamento de Prehistoria en la misma universidad.
Fue el encargado de dirigir excavaciones en Adra, Almallutx, Cabezo de San Pedro, Chiclana, Recópolis o Vallecas.
Entre otros cargos, fue subdirector general de Arqueología y director de la Dirección General de Bellas Artes y Patrimonio Cultural(1982-1984), e inspirador de la entrada gratuita a los museos en España. Además era académico de la Escuela de Bellas Artes de Barcelona, miembro del Comité Científico Internacional de la Academia Nacional de los Linces (Accademia Nazionale dei Linzei, Roma, director del programa de Cooperación Cultural Hispano-marroquí y miembro del Consejo Científico de Investigación de la Comunidad de Madrid.